# Efialtes (mitologia)
Efialtes (en llatí Ephialtes, en grec antic Ἐφιάλτης), segons la mitologia grega, és el nom de dos gegants:
1. Un dels dos germans bessons dels Aloïdes, fill de Posidó i d'Ifimèdia, filla de Tríopas. Els germans cada any creixien un colze d'amplada i una braça d'alçada, i als 9 anys feien 9 colzes d'amplada (uns 4 metres) i nou braces d'alçada (uns 17 metres). Llavors van decidir declarar una guerra als déus. Protagonistes d'una gigantomàquia particular, van intentar arribar a l'Olimp posant unes muntanyes al damunt de les altres i amenaçant d'omplir el mar de muntanyes i desplaçar-lo on fins llavors hi havia hagut terra. Castigats pels déus, van ser precipitats al Tàrtar. El càstig va continuar allà, ja que se'ls va lligar amb serps a una columna on una òliba comuna els turmentava cridant sense parar.
2. A la Gigantomàquia, Efialtes, fill de Gea i el Tàrtar, és un dels gegants que van lluitar contra els déus. El Destí havia determinat que els gegants no podien morir només a mans dels déus, i un mortal havia de lluitar al seu costat. Va ser abatut per Apol·lo, que li va clavar una fletxa a l'ull esquerre, i per Hèracles, que n'hi clavà una altra al ull dret.